# Karen Masters
Karen Masters (nascida em 1979) é uma astrofísica e professora associada de astrofísica no Haverford College, Pensilvânia, Estados Unidos, explorando a formação de galáxias. Ela também é cientista do projeto de ciência cidadã Galaxy Zoo e usa as classificações para estudar a evolução das galáxias.

## Educação
Karen Masters nasceu em Birmingham, na Inglaterra, e frequentou o King Edward VI College, em Nuneaton. Ela completou um bacharelado em Física na Universidade de Oxford, em 2000. Ela recebeu um PhD em Astronomia pela Cornell University, em 2005, com Tese intitulada "Fluxos de galáxias dentro e ao redor do superaglomerado local", sob a supervisão de Martha Haynes e de Riccardo Giovanelli.

## Pesquisa
Em 2005, Karen Masters mudou-se para a Universidade de Harvard para trabalhar como pesquisadora de pós-doutorado com John Huchra em um projeto para fazer o mapa mais completo do Universo local. Karen "revelou o mapa 3-D mais completo do universo local (a uma distância de 380 milhões de anos-luz) já criado", em 2011, na 218ª reunião da Sociedade Astronômica Americana. O mapa foi criado usando dados do observatório Two-Micron All-Sky Survey (2MASS).
Ela se mudou para o Instituto de Cosmologia e Gravitação, da Universidade de Portsmouth, na Inglaterra, em outubro de 2008. Ela foi nomeada bolsista da Fundação Gruber IAU, em 2008. Em 2010, Karen recebeu uma bolsa Leverhulme Early Career Fellowship, para um projeto intitulado "As barras matam galáxias espirais?". Ela foi promovida a professora sênior em 2014 e a professora associada em 2015. Ela tem trabalhado em astronomia extragaláctica e, em 2018, foi nomeada professora associada no Haverford College, na Pensilvânia.
Karen Masters é a porta-voz do projeto Sloan Digital Sky Survey.

## Engajamento público
Karen Masters coordena os cientistas pesquisadores do Galaxy Zoo, um projeto de classificação de galáxias colaborativo. Ela apareceu no BBC Sky At Night.
Ela coordenou a página "Ela é uma astrônoma do Galaxy Zoo", reunindo histórias de mulheres da astronomia. Em 2014, Karen Masters ganhou o Prêmio Mulheres do Futuro pela Ciência. Naquele mesmo ano, ela foi listada como uma das 100 mulheres mais inspiradoras do mundo pela BBC.